# João-Maria Nabais
João Maria Mendes de Abreu Cabral Nabais (Luanda, 8 de junho) é um médico pediatra e escritor português.
Licenciado em Medicina e Cirurgia pela Faculdade de Medicina da Universidade de Lisboa em 1974, obteve o grau de assistente Hospitalar de Pediatria Médica dos H.C.L. em 1985. Foi admitido no Colégio das Especialidades de Pediatria Médica da Ordem dos Médicos em 1995. 
Actualmente exerce funções de assistente hospitalar graduado de Pediatria Médica na Sub-região de Saúde de Setúbal e no S.A.M.S. e integra o Núcleo de Pedopsiquiatria; Grupo de Fundadores da revista literária SOL XXI e da Direcção da Associação Cultural SOL XXI. Há vários anos que colabora regularmente com a sua escrita, para diversas revistas e jornais.
Tem mais de uma centena e meia de artigos e ensaios publicados nas áreas das Ciências da Saúde; História da Medicina; Escritores Médicos, Judaísmo e Literatura.
Tem feito numerosas comunicações sobre História da Medicina e realizado conferências científicas nacionais e internacionais sobre a gesta dos médicos sefarditas portugueses e de Literatura em geral.

## Obra poética
- 1992 - O Silêncio das Palavras
- 1996 - Crepúsculo das Noites Breves
- 1997 - Instantes
- 1997 - Poemas
- 1998 - Novos Navegantes
- 2000 - Memórias de Amor e Sedução
- 2001 - Cidade dos Rios
- 2001 - Sons de Urbanidade
- 2002 - Espírito do Vento
- 2002 - Monsaraz
- 2002 - Palhais
- 2002 - Criança
- 2003 - Interior à Luz
- 2005 - O Lugar e o Mito
- 2007 - Terra de Húmus e Neblinas

## Antologias
- Aquedutos em Portugal (livro em edição bilingue) - Líber / Epal, de 1991.
- O Mundo Fascinante da Medicina (no volume A Medicina e a Arte), de 1997, por Armando Moreno
- A Paisagem Interior - vol. I (crítica e estética literárias) de 2000, do José Fernando Tavares
- Aromas & Cheiros, CD com dois poemas - 2000
- Pintura em Portugal 2001
- Amato Lusitano nos Cadernos de Cultura “ Medicina na Beira Interior - da pré-história ao século XXI” – 2004[1]
- Revista Boca do Inferno, n.º 9 e 10, Câmara municipal de Cascais - 2004 e 2005
- revista Egoísta – Junho 2004
- Homenagem a Teixeira de Pascoaes, com o ensaio Teixeira de Pascoaes notas breves para uma biografia – Outubro 2004
- Poesia Portuguesa Contemporânea, edição russa bilingue (com os 25 maiores poetas portugueses actuais) – São Petersburgo 2004
- Poesia Portuguesa Contemporânea, edição russa bilingue (com os 25 maiores poetas portugueses actuais) – São Petersburgo, 2004
- Afinidades, Revista da Casa Museu Abel Salazar, nº2, com o ensaio, Abel Salazar, um espírito renascentista do século XX português, 2005
- Palavras de Vento e de Pedra, edição Câmara Municipal do Fundão, 2006
- Contos de Médicos Portugueses, edição Celom, 2007